# Graphipterus mauretensis
Graphipterus mauretensis es una especie de escarabajo del género Graphipterus, familia Carabidae, orden Coleoptera. Fue descrita científicamente por Renan y Assmann en 2018.

## Descripción
El macho mide 15,1-17,5 milímetros de longitud.

## Distribución
Se distribuye por Mauritania.